# نیکلاس برودسکی
نیکلاس «اسلاگ» برودسکی (روسی: Nicholas "Slug" Brodszky؛ ‏ ۲۰ آوریل ۱۹۰۵ – ۲۴ دسامبر ۱۹۵۸) موسیقی‌دان و آهنگساز اوکراینی‌الاصل اهل ایالات متحده آمریکا بود.
نیکلاس برودسکی و خانواده‌اش به‌دنبال جنگ‌های داخلی روسیه به مجارستان نقل مکان کردند و او سالیان متمادی، به کار و تحصیل در بوداپست، رم و برلین پرداخت تا آنکه سرانجام در سال ۱۹۳۴ به ایالات متحده آمریکا مهاجرت نمود.
از فیلم‌ها یا مجموعه‌های تلویزیونی که وی در آن‌ها نقش داشته‌است، می‌توان به ممکن بود آن شب باشد و دختر شهر کوچک اشاره نمود.